# Luigi Piccinato
Luigi Piccinato, né le 30 octobre 1899 à Legnago et mort le 29 juillet 1983 à Rome, est un architecte et urbaniste italien.

## Œuvres
- Fontaine de l'Exèdre, Naples, avec Carlo Cocchia, conçue en 1938, inaugurée en 1940
- Urbanistica medioevale, Florence, 1943
- Gare de Naples-Centrale, Naples, 1954
- Stade Adriatico, Pescara, 1955
- La strada come strumento di progettazione urbanistica, Rome, 1960